# آنا-ماریا فررو
آنا-ماریا فررو (ایتالیایی: Anna-Maria Ferrero؛ زادهٔ ۱۸ فوریهٔ ۱۹۳۴ میلادی - ۲۹ بهمن ۱۳۱۲ شمسی) هنرپیشه اهل ایتالیا است.
از فیلم‌هایی که وی در آن نقش داشته‌است، می‌توان به عناوین ناپلی‌ها در میلان، زن اغواگر و فردا هم روز خداست اشاره کرد.